# Исповедь невидимки
«И́споведь невиди́мки» (англ. Memoirs of an Invisible Man — «Воспоминания человека-невидимки») — кинофильм режиссёра Джона Карпентера, снятый по мотивам одноимённого романа Х. Ф. Сейнта (1987 год).

## Сюжет
Действие фильма происходит приблизительно в 1990-е годы в США и построено как воспоминания главного героя. Биржевой маклер Ник Хэллоуэй встречает в компании девушку Элис Монро, работающую кинодокументалистом в Смитсоновском институте. После быстрого сексуального контакта в туалете ресторана они договариваются о новой встрече. На следующий день Ник приходит на пресс-конференцию в корпорации «Magnascopics» с похмелья, отлучается и решает полчаса подремать. Клерк, у которого он спрашивал где туалет, нечаянно проливает кофе на клавиатуру компьютера, что приводит к замыканию в одной из лабораторий, к пожару и в итоге к фантастическому эффекту невидимости некоторых частей здания. Ник проспал всеобщую эвакуацию и в результате стал человеком-невидимкой. Услышав разговор спасателей, выносивших его тело, о вивисекции, Ник бежал. Он превратился в объект охоты для амбициозного агента ЦРУ Дэвида Дженкинса. Сотрудник спецслужбы собирается сделать из невидимки супершпиона. Однако главная сложность нынешнего положения Ника состояла в том, что теперь он не может появиться в нормальном облике перед своей любимой девушкой.
Положение изгоя заставило Ника бежать из Сан-Франциско в загородный дом своего друга Джорджа Талбота, где он может, наконец, отдохнуть от преследования. Служба доставки в Америке поставлена на такой высокий уровень, что он мог всю жизнь прожить, не показываясь на глаза окружающим. Ник может вести свою трудовую деятельность только с помощью компьютера и модема.
Спокойная жизнь закончилась с приездом сюда Джорджа со своей женой, любимой девушкой Ника Элис и добивавшегося её расположения Ричарда. Дождавшись того, что Элис осталась одна, Ник осмелился открыться и рассказал ей (оправившейся от первоначального шока) о своем теперешнем состоянии. И все было бы замечательно, если бы не вездесущий агент Дженкинс, который и тут выследил Ника. Загримированному человеку-невидимке с подругой пришлось бежать, но агент ЦРУ взял след и добился своего: нагнал-таки Ника Хэллоуэя и остался с ним наедине на одном из этажей строящегося небоскрёба. Ник обманом провоцирует падение Дженкинса вниз и имитирует собственную смерть. 

В концовке, оставшись невидимым, Ник поселяется с Элис в домике в горах. Элис ждёт ребёнка

## В ролях
- Чеви Чейз — Ник Хэллоуэй (дублирует Вадим Гущин)
- Сэм Нилл — Дэвид Дженкинс (дублирует Вадим Яковлев)
- Дэрил Ханна — Элис Монро
- Майкл Маккин — Джордж Талбот
- Стивен Тоболовски — Уоррен Синглтон
- Джим Нортон — Бернард Уокс
- Пэт Скиппер — Морисси
- Патриция Хитон — Элен
- Розалинд Чао — Кэти ДиТолла
- Пол Перри — Гомез
- Сэм Андерсон — председатель комитета палаты представителей
- Эллен Альбертини Дау — миссис Коулсон
- Аарон Ластиг —  техник

## Награды и номинации
- 1993 — Номинация на премию Сатурн — лучший научно-фантастический фильм, лучший актёр, лучшие спецэффекты, лучший актёр второго плана.